# Sad Wings of Destiny
Albums de Judas Priest
Rocka Rolla
(1974) Sin After Sin
(1977)
Singles
1. The Ripper
Sortie : Mars 1976

Sad Wings of Destiny est le deuxième album du groupe de heavy metal anglais Judas Priest. Il est sorti le 23 mars 1976 sur le label Gull Records.

## Historique
Cet album fut enregistré en deux semaines, la dernière de novembre et la première de décembre 1975, principalement aux studios Rockfield au pays de Galles. Quelques overdubs et le mixage se firent aux Morgan Studios à Londres. La production est due à Jeffrey Calvert et Gereint "Max West" Hughes, tous deux employés des studios Morgan et membres du groupe pop anglais Typically Tropical qui eut un hit avec le titre « Barbados » (numéro 1 des charts britanniques le 9 août 1975).
Alors que Judas Priest enregistrait, le studio voisin était occupé par UFO travaillant sur l'album No Heavy Petting. Les enregistrements se déroulaient généralement entre quinze heures et trois heures du matin. Le budget était de l'ordre de 2000 £ ce qui obligea les membres du groupe à prendre des boulots journaliers (Glenn travaillait comme jardinier, K.K. travaillait dans une usine et Ian livrait des colis).
Il est l'unique album du groupe avec Alan Moore à la batterie et le dernier pour Gull Records. Le groupe sera signé par CBS Records pour son album suivant.
Rob Halford avouera dans un entretien accordé au journal OC Weekly et publié dans l'édition du 16 février 2015, que Sad Wings of Destiny est son album préféré de Judas Priest.
La pochette est l'œuvre du peintre anglais Patrick Woodroffe. Elle représente un ange déchu entouré de flammes et portant autour de son cou une croix à trois branches qui deviendra le symbole du groupe.

## Liste des titres
Face 1
| No | Titre             | Auteur                                              | Durée |
| -- | ----------------- | --------------------------------------------------- | ----- |
| 1. | Victim of Changes | K. K. Downing, Rob Halford, Glenn Tipton, Al Atkins | 7:45  |
| 2. | The Ripper        | Tipton                                              | 2:50  |
| 3. | Dreamer Deceiver  | Downing, Halford, Tipton                            | 5:56  |
| 4. | Deceiver          | Downing, Halford, Tipton                            | 2:46  |

Face 2
| No | Titre                | Auteur                   | Durée |
| -- | -------------------- | ------------------------ | ----- |
| 1. | Prelude              | Tipton                   | 2:02  |
| 2. | Tyrant               | Tipton, Halford          | 4:28  |
| 3. | Genocide             | Tipton, Halford, Downing | 5:47  |
| 4. | Epitaph              | Tipton                   | 3:16  |
| 5. | Island of Domination | Downing, Halford, Tipton | 4:26  |

## Musiciens
- Rob Halford : chant
- K. K. Downing : guitares
- Glenn Tipton : guitares, piano
- Ian Hill : basse
- Alan Moore : batterie